# Knud Aage Andersen
Knud Aage Andersen var en dansk fodboldspiller, som spillede i AGF.
 

Knud Aage Andersen begyndte som midtbanespiller i AIA. Da han skiftede til AGF blev han anvendt mest i forsvaret. I sin sidste sæson i klubben spillede han på AGFs andethold som målmand.. Han var træner for førsteholdet 1939-40.